# Galería Caribe
Galería Caribe es el título del octavo álbum de estudio grabado por el cantautor guatemalteco Ricardo Arjona, Fue lanzado al mercado bajo el sellos discográficos Sony Discos el 29 de agosto de 2000. Los sencillos "Cuándo" y "Te enamoraste de ti" fueron las canciones del álbum con mayor repercusión comercial. En la canción "Porque hablamos", Arjona realiza un dueto con la cantautora puertorriqueña Ednita Nazario.

## Gira
Gira Galeria Caribe

## Lista de canciones
Todas las canciones escritas y compuestas por Ricardo Arjona, excepto donde se indica. 
| Galería Caribe |                                        |                   |          |  |
| N.º            | Título                                 | Escritor(es)      | Duración |  |
| 1.             | «Carabelas»                            | Ricardo Arjona    | 2:32     |  |
| 2.             | «Mujer de Guanahaní»                   | Ricardo Arjona    | 3:41     |  |
| 3.             | «Lo poco que queda de mí»              | Ricardo Arjona    | 4:55     |  |
| 4.             | «Un Caribe en Nueva York»              | Ricardo Arjona    | 5:23     |  |
| 5.             | «Cuándo»                               | Ricardo Arjona    | 4:35     |  |
| 6.             | «Receta»                               | Ricardo Arjona    | 4:51     |  |
| 7.             | «Solo quería un café»                  | Ricardo Arjona    | 3:51     |  |
| 8.             | «Mesías»                               | Ricardo Arjona    | 4:41     |  |
| 9.             | «Te enamoraste de ti»                  | Ricardo Arjona    | 4:26     |  |
| 10.            | «Lo poco que queda de mí» (acústica)   | Ricardo Arjona    | 4:34     |  |
| 11.            | «Si usted la viera (El confesor)»      | Jorge Luis Chacín | 4:17     |  |
| 12.            | «Receta» (acústica)                    | Ricardo Arjona    | 4:27     |  |
| 13.            | «Pensar en ti»                         | Ricardo Arjona    | 4:22     |  |
| 14.            | «Pensar en ti» (acústica)              | Ricardo Arjona    | 4:03     |  |
| 15.            | «Cuándo» (versión pop)                 | Ricardo Arjona    | 4:20     |  |
| 16.            | «Te enamoraste de ti» (acústica)       | Ricardo Arjona    | 4:09     |  |
| 17.            | «Solo quería un café» (acústica)       | Ricardo Arjona    | 3:26     |  |
| 18.            | «Porque hablamos» (con Ednita Nazario) | Ricardo Arjona    | 4:41     |  |
| 19.            | «A cara o cruz (Bonus Track España)»   | Ricardo Arjona    | 3:42     |  |

## Posicionamiento en las listas
| Chart (2000/2001)               | Peak position |
| ------------------------------- | ------------- |
| U.S. Billboard Top Latin Albums | 1             |
| U.S. Billboard Latin Pop Albums | 1             |
| U.S. Billboard 200              | 136           |

### Sucesion y posicionamiento
| Predecesor: Son by Four de Son by Four    | U.S. Billboard Top Latin Albums — Álbum N°. 1 (Primera vuelta) 16 de septiembre de 2000 - 22 de septiembre de 2000 | Sucesor: Son by Four de Son by Four             |
| Predecesor: Embrace the Chaos de Ozomatli | U.S. Billboard Top Latin Albums — Álbum N°. 1 (Segunda vuelta) 6 de octubre de 2001 - 12 de octubre de 2001        | Sucesor: En el idioma del amor de Grupo Bryndis |

| Predecesor: Arrasando de Thalía           | U.S. Billboard Latin Pop Albums — Álbum N°. 1 (Primera vuelta) 16 de septiembre de 2000 - 29 de septiembre de 2000 | Sucesor: Mi reflejo de Christina Aguilera |
| Predecesor: Embrace the Chaos de Ozomatli | U.S. Billboard Latin Pop Albums — Álbum N°. 1 (Segunda vuelta) 6 de octubre de 2001 - 12 de octubre de 2001        | Sucesor: Embrace the Chaos de Ozomatli    |